# Frauke Petry

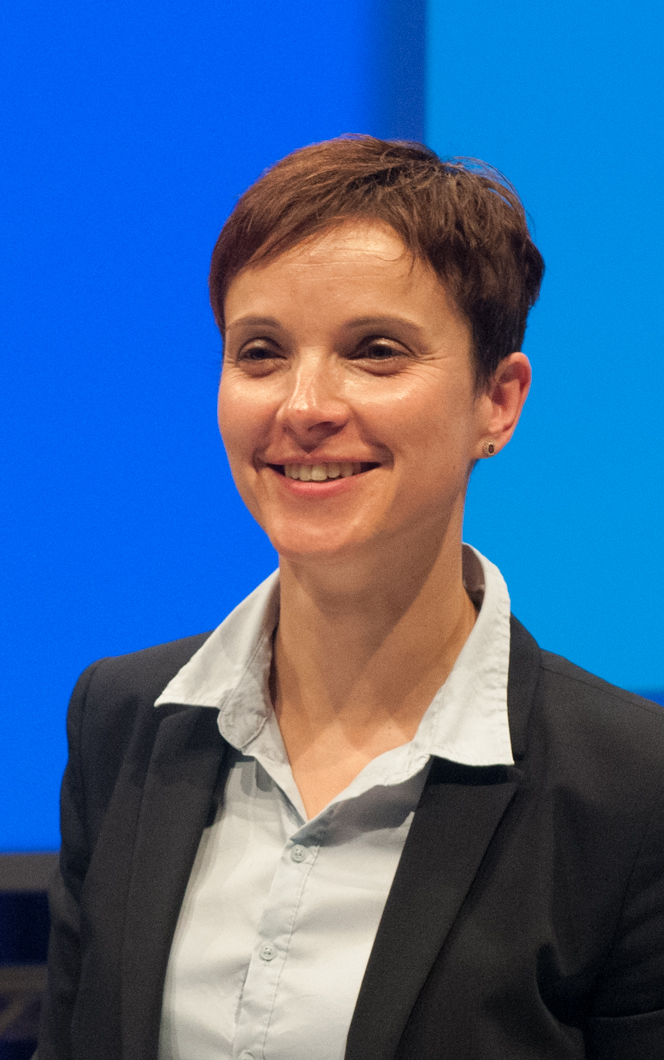
Frauke Petry (2015)

Frauke Petry, född Marquardt 1 juni 1975 i Dresden, är en tysk kemist, politiker. Hon var mellan juli 2015 och september 2017 ordförande för det tyska partiet Alternativ för Tyskland (AfD). 
Mellan 2013 och 2015 var hon en av tre talesmän för partiet och blev 2014 invald i den sachsiska lantdagen. Efter en månadslång maktkamp valdes Petry, som tillhör partiets nationalkonservativa falang, till ordförande för AfD i juli 2015. I september 2017 lämnade hon AfD och grundade sedan ett nytt parti, Die blaue Partei, som upplöstes 2019.

## Biografi
2004 blev Petry promoverad till doktor i kemi. Därefter var hon verksam som vetenskaplig medarbetare vid Institut für Pharmakologie und Toxikologie och postdoktor vid Institut für Humangenetik. Under denna tid publicerade hon artiklar i bland annat Biochemical and Biophysical Research Communications, Biochemical Journal, Cancer Research och Chemistry – A European Journal.
Hon är medlem av Royal Society of Chemistry (RSC).

### Politiska positioner
I en intervju med Thüringischen Landeszeitung krävde Petry mindre makt till EU och beklagade att Europa avdemokratiseras. Vidare framförde hon asylrätten bör fortsätta gälla för "verkligt politiskt förföljda" medan det för majoriteten – "välfärdsflyktingarna" – krävs klara lagar och regler och en "anpassning till våra behov". I det sammanhanget hävdade Petry även att tyska arbetssökande ska ha förtur.

## Publikationer
- Paultheo von Zezschwitz, Frauke Petry, Armin de Meijere: A One-Pot Sequence of Stille and Heck Couplings: Synthesis of Various 1,3,5-Hexatrienes and Their Subsequent 6π-Electrocyclizations. In: Chemistry – A European Journal, 2001, Vol. 7, Nr. 18, S. 4035–4046, doi:10.1002/1521-3765(20010917)7:18<4035::AID-CHEM4035>3.0.CO;2-P, PMID 11596946.
- Frauke Petry, André Kotthaus, Karen I. Hirsch-Ernst: Cloning of human and rat ABCA5/Abca5 and detection of a human splice variant. In: Biochemical and Biophysical Research Communications, 2003, Vol. 300, Nr. 2, S. 343–350. doi:10.1016/s0006-291x(02)02827-9
- Frauke Petry, Vera Ritz, Cornelia Meineke, Peter Middel, Thomas Kietzmann, Christoph Schmitz-Salue, Karen I. Hirsch-Ernst: Subcellular localization of rat Abca5, a rat ATP-binding-cassette transporter expressed in Leydig cells, and characterization of its splice variant apparently encoding a half-transporter. In: Biochemical Journal, 2006 Vol. 393, Nr. 1, S. 79–87. doi:10.1042/BJ20050808
- Ines Ecke, Frauke Petry, Albert Rosenberger, Svantje Tauber, Sven Mönkemeyer, Ina Hess, Christian Dullin, Sarah Kimmina, Judith Pirngruber, Steven A. Johnsen, Anja Uhmann, Frauke Nitzki, Leszek Wojnowski, Walter Schulz-Schaeffer, Olaf Witt et al.: Antitumor effects of a combined 5-aza-2'deoxycytidine and valproic acid treatment on rhabdomyosarcoma and medulloblastoma in Ptch mutant mice. In: Cancer Research, 2009, Vol. 69, Nr. 3, S. 887–895, doi:10.1158/0008-5472.CAN-08-0946, PMID 19155313.